# La Lanterne des morts
Pour plus de détails, voir Fiche technique et Distribution.
La Lanterne des morts est un documentaire poétique français sur les Baux-de-Provence réalisé par Jacques de Casembroot, sorti en 1949.

## Fiche technique
- Réalisation : Jacques de Casembroot
- Production : Films Rhodaniens
- Scénario et commentaire : Dany Gérard
- Directeur de la photographie : Roger Dormoy
- Musique: Marcel Landowski
- Montage : Jeannette Berton
- Format :  Son mono - Noir et blanc - 35 mm  - 1,33:1
- Genre : documentaire poétique
- Durée : 13 minutes
- Année de sortie : 1949